# 관체어
관체어(스페인어: Lenguas guanches)는 스페인 카나리아 제도의 토착민인 관체인이 쓰던 말이다. 16~17세기 무렵까지 쓰이다가 그 이후에 사멸한 것으로 추정한다. 현재 남아 있는 관체어 자료는 초기 식민개척자들이 남긴 몇몇 낱말과 문장에 대한 기록과
지명, 그리고 카나리아 스페인어로 흡수된 단어 몇 개가 있을 뿐이다. 남아 있는 자료가 부실하기 때문에 언어 계통을 쉽게 확정하긴 어렵지만, 아프로아시아어족 특히 베르베르어와 연관되어 있으리라 추정하는 언어학자들이 많다.